# Marcin Held
Marcin Held (ur. 18 stycznia 1992 w Tychach) – polski zawodnik mieszanych sztuk walki (MMA), posiadacz czarnego pasa w brazylijskim jiu-jitsu. Mistrz Polski BJJ i mistrz Europy w grapplingu. W karierze zawodnika MMA walczył m.in. dla takich federacji jak Bellator MMA (2011–2016), UFC (2016-2018), ACA (2018-2019) czy PFL (2021-2023). Od października 2023 zawodnik organizacji KSW, w której zajmuje 5 miejsce w oficjalnym rankingu wagi lekkiej.

## Przeszłość w grapplingu i BJJ
Held rozpoczął treningi submission fightingu w wieku dziewięciu lat, z naciskiem na zapasy, poddania i system blokowania nóg w stylu sambo. Otrzymał również czarny pas jiu-jitsu w wieku 21 lat, stając się najmłodszym posiadaczem czarnego pasa w Polsce. Jest znany z wygrywania wielu zawodów grapplingowych w Polsce. Odkąd jego kariera w MMA nabrała rozpędu, nadal regularnie startuje w submission fighting. Chociaż walczy w wadze lekkiej, wyraził chęć rywalizacji w wadze piórkowej, gdyby odpowiednia walka była dostępna.

## Kariera MMA

### Wczesna kariera
W 2008 dwukrotnie wygrywał amatorskie zawody Polskiej Ligi Shooto w kategorii 70 kg. Zawodową karierę w MMA rozpoczął jeszcze tym samym roku, pokonując przez dźwignię łokciową Mateusza Piórkowskiego podczas gali Abak Moto na katowickim Muchowcu. W 2009 roku Held stoczył sześć walk pokonując kolejno 3 maja Artura Sowińskiego, 23 maja 2009 Mariusza Pioskowika, 21 listopada 2009 na Shooto Poland Rafała Lasotę oraz w grudniu tego roku zwyciężając turniej wagi lekkiej federacji MMA Challengers. W trzech starciach turniejowych pokonywał kolejno Ireneusza Milę, Mariusza Abramiuka i Borysa Mańkowskiego. Tym samym Held został mistrzem MMA Challengers w wadze lekkiej.

### Bellator MMA
W 2011 roku podpisał kontrakt z ówcześnie trzecią co do wielkości organizacją na świecie, Bellator FC, a jeszcze w tym samym roku w debiucie, wystartował w turnieju wagi lekkiej, odpadając w ćwierćfinale w pojedynku z przyszłym tryumfatorem tegoż turnieju Amerykaninem Michaelem Chandlerem.
W 2013 doszedł do finału kolejnego turnieju w kategorii do 70 kg ulegając w nim na punkty Amerykaninowi Dave’owi Jansenowi.
26 września 2014 roku w swoim trzecim już podejściu zwyciężył w całym turnieju wagi lekkiej pokonując w finale Brazylijczyka Patricka Freire przez jednogłośną decyzję sędziów, inkasując przy tym czek w wysokości 100,000 USD oraz otrzymując prawo walki o pas międzynarodowy mistrza Bellatora.
6 listopada 2015 zmierzył się z mistrzem wagi lekkiej Willem Brooksem. Held przegrał z Amerykaninem jednogłośnie na punkty (50-45, 49-46, 49-46).
20 maja 2016, zrewanżował się Dave'owi Jansenowi, wygrywając z nim na punkty. Walka z Jansenem była ostatnią w Bellatorze, po której związał się z konkurencyjnym UFC.

### UFC
Held zadebiutował w najlepszej amerykańskiej organizacji przeciwko weteranowi Diego Sanchezowi 5 listopada 2016 roku w Meksyku. Przegrał walkę jednogłośną decyzją.
15 stycznia 2017 kontrowersyjnie przegrał niejednogłośnie na punkty z Joe Lauzonem. Wiele fachowych portalów o tematyce MMA (m.in. sherdog.com, BloodyElbow.com, WrestlingObserver.com) wskazywała jednak zwycięstwo Polaka w tym starciu.
28 maja 2017 na UFC Fight Night: Gustafsson vs. Teixeira zmierzył się z Damirem Hadžoviciem. Pomimo wygrywania pierwszych rund ostatecznie zaliczył trzecią porażkę z rzędu, przegrywając przez nokaut w trzeciej rundzie.
Oczekiwano, że 21 października 2017 na UFC Fight Night: Cerrone vs. Till w Ergo Arenie zmierzy się z Teemu Packalenem, jednak Finlandczyk doznał kontuzji kolana. W późniejszym czasie został zastąpiony przez Nasrata Haqparasta. Held przełamał zwycięską niemoc i wygrał walkę jednogłośną decyzją.

### ACB
Pomimo oferowania przez UFC nowego kontraktu, Held zdecydował się podpisać kontrakt z Absolute Championship Berkut. W pierwszej walce dla rosyjskiej organizacji zmierzył się z Callanem Potterem podczas ACB 88. W krótkiej walce szybko wybrał nogę Australijczyka i zmusił go do odklepana skrętówki.

### PFL
W marcu 2020 Held podpisał kontrakt z jedną z czołowych amerykańskich organizacji, Professional Fighters League.
W pierwszej walce dla PFL zmierzył się z dwukrotnym mistrzem tej organizacji, Natanem Schultem, w dniu 23 kwietnia 2021. Zwyciężył jednogłośną decyzją sędziów.
10 czerwca 2021 na gali PFL 4 zmierzył się z Kanadyjczykiem, Olivierem Aubin-Mercierem. Przegrał jednogłośną decyzją sędziów.
Później otrzymał szansę wejścia w zastępstwie do turnieju wagi lekkiej z nagrodą główną wysokości miliona dolarów. Na gali PFL 4 stoczył rewanżowy pojedynek z Natanem Schulte, z którym tym razem przegrał przez jednogłośną decyzję.
20 sierpnia 2022 roku w walce kwalifikacyjnej na gali PFL 9, która odbyła się w Londynie poddał duszeniem gilotynowym w drugiej rundzie starcia Mylesa Price’a.

### KSW
14 października 2023 w studiu podczas trwającej gali KSW 87 w Czechach ogłoszono, że podpisał kontrakt z najlepszą polską federacją MMA, Konfrontacją Sztuk Walki. Debiut dla nowego pracodawcy odnotował 16 grudnia w Arenie Gliwice podczas gali XTB KSW 89. Jego przeciwnikiem był doświadczony Raul Tutarauli. W drugiej rundzie przegrał przez techniczny nokaut, kiedy to został rozbity w parterze przez Gruzina.
Podczas gali KSW 95, która rozegrała się 7 czerwca 2024 w Olsztynie, stoczył walkę z nr 6 rankingu KSW dywizji lekkiej, Romanem Szymańskim. Zwyciężył jednogłośnie na kartach punktowych.
20 grudnia 2024 podczas gali XTB KSW 101: Le Classique, która odbyła się w hali Paris La Defense Arena, zmierzył się z debiutującym w organizacji Francuzem, Davy'm Gallonem. Held już w pierwszej rundzie poddał rywala gilotyną. Trzy dni później został nagrodzony bonusem pieniężnym za poddanie wieczoru.
Oczekiwano, że w walce wieczoru gali XTB KSW 106, która odbędzie się 10 maja 2025 w Lyonie, zawalczy o mistrzowski pas wagi lekkiej, gdzie jego rywalem miał zostać aktualny mistrz Salahdine Parnasse. Held wycofał się z pojedynku z powodu kontuzji żeber, a nowym rywalem Francuza został były mistrz, Marian Ziółkowski.

## Osiągnięcia

### Mieszane sztuki walki
- 2008: II Liga Shooto – 1. miejsce w kat. -70 kg (amatorskie zawody)
- 2008: III Liga Shooto – 1. miejsce w kat. -70 kg (amatorskie zawody)[54]
- Amatorska Liga MMA
  - 2009: ALMMA 7 – 1. miejsce w kat. 72 kg (amatorskie zawody)[55]
- MMA Challengers
  - 2009: MMA Challengers 2 – 1. miejsce w turnieju wagi lekkiej
- Bellator MMA
  - 2013: Bellator Season 7 Lightweight Tournament – finalista turnieju wagi lekkiej
  - 2014: Bellator Season 10 Lightweight Tournament – 1. miejsce w turnieju wagi lekkiej

### Brazylijskie jiu-jitsu
- 2008: V Mistrzostwa Polski w BJJ – 1. miejsce w kat. -76 kg, purpurowe pasy[56]
- 2010: Mistrzostwa Europy Zachodniej ADCC – 3. miejsce w kat. -76,9 kg
- 2010: Otwarte Mistrzostwa Europy IBJJF w Jiu-Jitsu – 1. miejsce w kat. -76,9 kg, purpurowe pasy[57]
- 2010: Mistrzostwa Świata FILA w grapplingu – 2. miejsce[58]
- 2010: VI Mistrzostwa Polski BJJ – 1. miejsce w kat. 76 kg pro
- 2011: VII Mistrzostwa Polski ADCC – 1. miejsce w kat. -76,9 kg[57]
- 2011: Mistrzostwa Europy FILA w grapplingu – 1. miejsce w kat. -75 kg, no-gi[58]
- 2012: FIJJA World Professional Jiu-Jitsu Cup – 3. miejsce w kat. absolutnej, brązowe pasy
- 2013: Czarny pas

### Pankration
- 2010: Mistrzostwa Świata FILA w pankrationie – 2. miejsce w kat. -75 kg

## Lista zawodowych walk w MMA
| Wynik     | Bilans | Przeciwnik (bilans przed walką) | Rozstrzygnięcie                                        | Runda | Czas | Rozgrywki                                                           | Data       | Miejsce          | Uwagi                                                                                        |
| --------- | ------ | ------------------------------- | ------------------------------------------------------ | ----- | ---- | ------------------------------------------------------------------- | ---------- | ---------------- | -------------------------------------------------------------------------------------------- |
| Wygrana   | 30-10  | Davy Gallon (21-9-2. 1 NC)      | Poddanie (duszenie gilotynowe)                         | 1     | 2:24 | XTB KSW 101: Le Classique                                           | 20.12.2024 | Nanterre         | Bonus za poddanie wieczoru. Co-Main Event.                                                   |
| Wygrana   | 29-10  | Roman Szymański (17-8)          | Decyzja (jednogłośna)                                  | 3     | 5:00 | KSW 95: Wikłacz vs. Przybysz 5                                      | 07.06.2024 | Olsztyn          |                                                                                              |
| Przegrana | 28-10  | Raul Tutarauli (32-7)           | TKO (ciosy pięściami w parterze)                       | 2     | 3:49 | XTB KSW 89: Bartosiński vs. Parnasse                                | 16.12.2023 | Gliwice          | Debiut w KSW.                                                                                |
| Wygrana   | 28-9   | Myles Price (11-9)              | Poddanie (duszenie gilotynowe)                         | 2     | 2:37 | PFL 9: 2022 Playoffs                                                | 20.08.2022 | Londyn           |                                                                                              |
| Przegrana | 27-9   | Natan Schulte (21-5-1)          | Decyzja (jednogłośna)                                  | 3     | 5:00 | PFL 4: 2022 Regular Season                                          | 17.06.2022 | Atlanta          |                                                                                              |
| Przegrana | 27-8   | Olivier Aubin-Mercier (11-5)    | Decyzja (jednogłośna)                                  | 3     | 5:00 | PFL 2021 #4: Regular Season                                         | 10.06.2021 | Atlantic City    | Playoffy sezonu regularnego PFL 2021 – turniej w wadze lekkiej.                              |
| Wygrana   | 27-7   | Natan Schulte (20-3-1)          | Decyzja (jednogłośna)                                  | 3     | 5:00 | PFL 2021 #1: Regular Season                                         | 23.04.2021 | Atlantic City    | Debiut w PFL. Playoffy sezonu regularnego PFL 2021 – turniej w wadze lekkiej. Co-Main Event. |
| Wygrana   | 26-7   | Diego Brandao (24-13)           | Decyzja (jednogłośna)                                  | 3     | 5:00 | ACA 96                                                              | 08.06.2019 | Łódź             |                                                                                              |
| Wygrana   | 25-7   | Musa Chamanajew (18-5)          | Poddanie (dźwignia skrętowa na staw skokowy)           | 1     | 2:09 | ACB 90                                                              | 10.11.2018 | Moskwa           |                                                                                              |
| Wygrana   | 24-7   | Callan Potter (16-6)            | Poddanie (dźwignia skrętowa na staw skokowy)           | 1     | 1:09 | ACB 88                                                              | 16.06.2018 | Brisbane         | Debiut w ACB. Co-Main Event.                                                                 |
| Wygrana   | 23-7   | Nasrat Haqparast (8-1)          | Decyzja (jednogłośna)                                  | 3     | 5:00 | UFC Fight Night: Cerrone vs. Till                                   | 21.10.2017 | Gdańsk/Sopot     |                                                                                              |
| Przegrana | 22-7   | Damir Hadzović (10-3)           | KO (kolano na głowę)                                   | 3     | 0:07 | UFC Fight Night: Gustafsson vs. Teixeira                            | 28.05.2017 | Sztokholm        |                                                                                              |
| Przegrana | 22-6   | Joe Lauzon (26-12)              | Decyzja (niejednogłośna)                               | 3     | 5:00 | UFC Fight Night: Rodriguez vs. Penn                                 | 15.01.2017 | Phoenix          | Po walce Marcin Held złożył protest dotyczący werdyktu sędziów.                              |
| Przegrana | 22-5   | Diego Sanchez (26-9)            | Decyzja (jednogłośna)                                  | 3     | 5:00 | The Ultimate Fighter Latin America 3 Finale: dos Anjos vs. Ferguson | 05.11.2016 | Meksyk           | Debiut w UFC.                                                                                |
| Wygrana   | 22-4   | Dave Jansen (21-3)              | Decyzja (jednogłośna)                                  | 3     | 5:00 | Bellator 155                                                        | 20.05.2016 | Idaho            |                                                                                              |
| Przegrana | 21-4   | Will Brooks (16-1)              | Decyzja (jednogłośna)                                  | 5     | 5:00 | Bellator 145                                                        | 06.11.2015 | Saint Louis      | Pojedynek o pas mistrzowski Bellator MMA w wadze lekkiej.                                    |
| Wygrana   | 21-3   | Aleksandr Sarnawski (30-2)      | Poddanie (dźwignia na kolano)                          | 3     | 1:11 | Bellator 136                                                        | 10.04.2015 | Irvine           |                                                                                              |
| Wygrana   | 20-3   | Patricky Freire (13-5)          | Decyzja (jednogłośna)                                  | 3     | 5:00 | Bellator 126                                                        | 26.09.2014 | Phoenix          | Zwyciężył w finale turnieju Bellator MMAw wadze lekkiej.                                     |
| Wygrana   | 19-3   | Nate Jolly (13-5)               | Poddanie (dźwignia na staw łokciowy)                   | 1     | 4:20 | Bellator 120                                                        | 17.05.2014 | Southaven        |                                                                                              |
| Wygrana   | 18-3   | Derek Anderson (11-0)           | Poddanie (duszenie trójkątne)                          | 2     | 3:09 | Bellator 117                                                        | 18.04.2014 | Council Bluffs   | Półfinał turnieju Bellator MMA w wadze lekkiej.                                              |
| Wygrana   | 17-3   | Rodrigo Cavalheiro (15-2)       | Poddanie (dźwignia na stopę)                           | 1     | 1:56 | Bellator 113                                                        | 21.03.2014 | Mulvane          | Ćwierćfinał turnieju Bellator MMA w wadze lekkiej.                                           |
| Wygrana   | 16-3   | Ryan Healy (23-12-1)            | KO (cios prawy prosty i ciosy pięściami)               | 1     | 1:12 | Bellator 101                                                        | 27.09.2013 | Portland         |                                                                                              |
| Przegrana | 15-3   | Dave Jansen (19-2)              | Decyzja (jednogłośna)                                  | 3     | 5:00 | Bellator 93                                                         | 21.03.2013 | Lewiston         | Finał turnieju Bellator MMA w wadze lekkiej.                                                 |
| Wygrana   | 15-2   | Rich Clementi (45-21-1)         | Poddanie (dźwignia na stopę)                           | 2     | 3:04 | Bellator 81                                                         | 16.11.2012 | Kingston         | Półfinał turnieju Bellator MMA w wadze lekkiej.                                              |
| Wygrana   | 14-2   | Murad Maczajew (10-0)           | Decyzja (jednogłośna)                                  | 3     | 5:00 | Bellator 77                                                         | 19.10.2012 | Reading          | Ćwierćfinał turnieju Bellator MMA w wadze lekkiej.                                           |
| Wygrana   | 13-2   | Derrick Kennington (6-2)        | Poddanie (dźwignia skrętowa na staw skokowy)           | 1     | 2:08 | Bellator 68                                                         | 11.05.2012 | Atlantic City    |                                                                                              |
| Wygrana   | 12-2   | Phillipe Nover (6-3-1)          | Decyzja (niejednogłośna)                               | 3     | 5:00 | Bellator 59                                                         | 26.11.2011 | Atlantic City    |                                                                                              |
| Wygrana   | 11-2   | Kaleo Kwan (10-11)              | Poddanie (odwrócona dźwignia skrętowa na staw skokowy) | 1     | 0:55 | AFC 2                                                               | 03.09.2011 | Melbourne        |                                                                                              |
| Przegrana | 10-2   | Michael Chandler (5-0)          | Poddanie (duszenie trójkątne rękoma)                   | 1     | 3:56 | Bellator 36                                                         | 12.03.2011 | Shreveport       | Ćwierćfinał turnieju Bellator MMA w wadze lekkiej.                                           |
| Wygrana   | 10-1   | Bojan Kosednar (5-3)            | Poddanie (dźwignia prosta na staw kolanowy)            | 2     | 3:24 | IFF 1: Odwieczna walka                                              | 08.10.2010 | Dąbrowa Górnicza |                                                                                              |
| Wygrana   | 9-1    | Jean Silva (18-11-3)            | TKO (kontuzja kolana)                                  | 2     | 2:30 | Pro Fight 5                                                         | 18.06.2010 | Wrocław          |                                                                                              |
| Przegrana | 8-1    | Łukasz Sajewski (7-0)           | Decyzja (jednogłośna)                                  | 2     | 5:00 | Angels of Fire 7 – Support for Haiti                                | 29.05.2010 | Płock            |                                                                                              |
| Wygrana   | 8-0    | Przemysław Zbiciak (3-2)        | Poddanie (duszenie zza pleców)                         | 1     | 3:11 | Ring XF 1 – Pierwsze starcie                                        | 13.03.2010 | Zgierz           |                                                                                              |
| Wygrana   | 7-0    | Borys Mańkowski (7-0)           | Poddanie (dźwignia prosta na staw łokciowy)            | 1     | 2:10 | MMA Challengers 2                                                   | 06.12.2009 | Bytom            | Walka finałowa turnieju wagi lekkiej MMA Challengers 2.                                      |
| Wygrana   | 6-0    | Mariusz Abramiuk (1-0)          | Poddanie (duszenie zza pleców)                         | 1     | 3:23 | MMA Challengers 2                                                   | 06.12.2009 | Bytom            | Półfinał turnieju wagi lekkiej MMA Challengers 2.                                            |
| Wygrana   | 5-0    | Ireneusz Mila (2-3)             | Decyzja (jednogłośna)                                  | 2     | 4:00 | MMA Challengers 2                                                   | 06.12.2009 | Bytom            | Ćwierćfinał turnieju wagi lekkiej MMA Challengers 2.                                         |
| Wygrana   | 4-0    | Rafał Lasota (5-3)              | TKO (kontuzja nogi)                                    | 3     | ?    | Shooto Poland – Held vs. Lasota                                     | 21.11.2009 | Kielce           | Main Event.                                                                                  |
| Wygrana   | 3-0    | Mariusz Pioskowik (1-1)         | TKO (ciosy pięściami)                                  | 2     | 2:49 | Bytomska Gala MMA 2                                                 | 23.05.2009 | Bytom            |                                                                                              |
| Wygrana   | 2-0    | Artur Sowiński (4-1)            | Decyzja (większościowa)                                | 2     | 5:00 | MMA Challengers 1                                                   | 03.05.2009 | Mysłowice        |                                                                                              |
| Wygrana   | 1-0    | Mateusz Piórkowski (0-0)        | Poddanie (dźwignia prosta na staw łokciowy)            | 1     | 4:01 | Abak Moto                                                           | 28.09.2009 | Muchowiec        | Debiut w zawodowym MMA.                                                                      |